# Vanessa del Rio
Vanessa del Rio (ur. 31 marca 1952 w Nowym Jorku) – amerykańska aktorka filmów pornograficznych pochodzenia portorykańskiego i kubańskiego. W 2002 została umieszczona na ósmym miejscu na liście 50. największych gwiazd branży porno wszech czasów przez periodyk Adult Video News.

## Życiorys

### Wczesne życie
Urodziła się i wychowała w nowojorskiej dzielnicy Harlem. Jej rodzice pochodzili z Kuby i Puerto Rico. Uczęszczała do szkoły katolickiej w Morris High School w Bronksie.
Jej matka opiekowała się Isabel Sarli, która wywarła duży wpływ na życiu Vanessy. Porzuciła pracę programistki komputerowej, była kelnerką, barmanką, a potem tancerką go-go, która „stała się aktorką porno, ponieważ otrzymywała 150 dolarów dziennie, co stanowiło dokładnie połowę czynszu”. Przed karierą filmową pracowała również jako ulicznica i dziewczyna na telefon.

### Kariera
Swoją karierę w branży porno rozpoczęła w roku 1974, po tym jak zaczęła się interesować seksem i odeszła od kościoła katolickiego. Swój pseudonim zaczerpnęła od imienia przyjaciółki z dzieciństwa Vanessa i aktorki Dolores del Río. W wieku 25 lat miała już na swoim koncie ponad 100 nakręconych filmów, w tym w Opowieści o Tiffany Lust (1979) jako Florence Nightgale i luźnej adaptacji opery Richarda Wagnera Złoto Renu – Corruption (1983) jako Erda z Jamiem Gillisem.
W grudniu 1986 i listopadzie 1987 pozowała dla magazynu „Hustler”. Wkrótce po ukończeniu filmu Doctor Lust (1987) została aresztowana za posiadanie narkotyków i skazana na więzienie, co zmusiło ją do odpracowania kary sprzątając.
W 1986 wycofała się z udziału w filmach porno z obawy przed ryzykiem zarażeniem się wirusem AIDS i paniką nim wywołanym w ówczesnych czasach. Po krótkim rozbracie z branżą pornograficzną wróciła do kręcenia filmów. Oficjalnie zaprzestała występowania w filmach porno w roku 1999.
W styczniu 2002 zajęła 8. miejsce w rankingu Top 50 Gwiazd Porno Wszech czasów Adult Video News (AVN).
Wywarła znaczący wpływ na kulturę masową a w szczególności na branżę pornograficzną, w której pracowała przez ponad 25 lat. W 2007 napisała własną biografię Vanessa del Rio: 50 lat zboczonych zachowań (Vanessa del Rio: Fifty Years of Slightly Slutty Behavior), wydaną przez niemieckie wydawnictwo Taschen. Po zakończeniu kariery zajęła się pracą w przemyśle pornograficznym w roli m.in. prezenterki gal nagród porno. 

### Obecność w kulturze masowej
Wystąpiła jako Sandy w filmie dokumentalnym Let Me Die a Woman (1979). Wzięła udział w teledysku Ice Cube’a – „Givin' Up the Nappy Dug Out” (1991) oraz wideoklipach grupy Junior M.A.F.I.A.: „Get Money” (1995) i „I Need You Tonight” (1995). Gościła w jednym z odcinków serialu kryminalnego ABC Nowojorscy gliniarze pt. „Head Case”, który został wyemitowany 27 lutego 1996. Zagrała w filmie sensacyjnym Macario Leyva (1999). W komedii muzycznej Z muzyką soul (Soul Men, 2008) z Samuelem L. Jacksonem i Bernie Mac została obsadzona w roli pełnowartościowej sąsiadki.

## Życie prywatne
Spotykała się z czarnoskórym komikiem Garrettem Morrisem, kontrowersyjnym fotografem Terrym Richardsonem, Lili Marlene, Luisem De Jesusem, reżyserem filmowym Rogerem Watkinsem (1979) oraz aktorami porno: Markiem Wallice, Ronem Jeremy (1980) i George Payne (1980-82).

## Nagrody i nominacje
| Rok  | Nagroda                                | Kategoria                                      | Film                                              | Inni wykonawcy                                                       | Rezultat  |
| ---- | -------------------------------------- | ---------------------------------------------- | ------------------------------------------------- | -------------------------------------------------------------------- | --------- |
| 1980 | CAFA Award (Critics’ Adult Film Award) | Najlepszy aktorka drugoplanowa                 | Dracula Exotica (1980)                            | –                                                                    | Wygrana   |
| 1981 | CAFA Award                             | Najlepsza aktorka drugoplanowa                 | Dancers (1981)                                    | –                                                                    | Wygrana   |
| 1985 | XRCO Award                             | Najlepsza samotna wykonawczyni roku            | Viva Vanessa (1984)                               | –                                                                    | Nominacja |
| 1985 | XRCO Award                             | Najlepsza scena orgazmu podczas seksu oralnego | Viva Vanessa (1984)                               | David Scott                                                          | Nominacja |
| 1985 | XRCO Award                             | Najlepsza scena perwersyjna                    | Viva Vanessa (1984)                               | Renee Summers i George Payne                                         | Nominacja |
| 1987 | CAFA Award                             | Najlepsza scena gang bang                      | The Devil in Miss Jones 3: A New Beginning (1986) | Jason Jules, Marc Wallice, Steve Harper, Steve Powers i Tony Martino | Wygrana   |
| 1988 | AVN Award                              | Hall of Fame (Ściana sławy)                    | –                                                 | –                                                                    | Wygrana   |
| 1997 | Legends of Erotica                     | Legenda erotyczna                              | –                                                 | –                                                                    | Wygrana   |
| 2007 | F.A.M.E. Award                         | Ulubiona wykonawczyni wszech czasów            | –                                                 | –                                                                    | Nominacja |
| 2008 | Urban Spice Award                      | Hall of Fame (Ściana sławy)                    | –                                                 | –                                                                    | Wygrana   |
| 2014 | Raven’s Eden Award                     | Hall of Fame (Ściana sławy)                    | –                                                 | –                                                                    | Wygrana   |